# Levstiki
Levstiki je naselje v Občini Ribnica.